# ニーナ・スモレーワ
ニーナ・ニカラエヴナ・スモレーワ（ロシア語: Ни́на Никола́евна Смоле́ева 、ラテン翻記:Nina Smoleyeva、女性、1948年3月28日 - ）は、ソビエト連邦の元バレーボール選手。メキシコシティオリンピック・ミュンヘンオリンピック金メダリスト。
レニングラード州ヴォルホフ出身。ソ連女子代表選手として1967年から1978年までプレーし、オリンピックでは1968年と1972年の2回金メダルを獲得、1976年のオリンピックでは銀メダルを獲得した。また1970年の世界選手権と1973年のワールドカップでも優勝、欧州選手権では1967年、1971年、1975年、1977年と4連覇を成し遂げた。1967年までは旧姓ニキティーナ (ロシア語: Никитина) で活動していた。

## 来歴
1948年3月23日、レニングラード州ヴォルホフに4人姉妹の末っ子として生まれる。父ニコライはヴォルホフ水力発電所建設などにも携わった建設技師で仕事柄家を空けることが多く、母マリアは女手で4人の娘を育てた。ニーナは幼いころはバレリーナに憧れ、バレエ教室に通いレニングラード舞踊学校から招待を受けるほどでもあったが、母はそれを許さずニーナにスポーツをさせた。
1961年、父の仕事のため一家はカザフスタン南東の都市アルマ・アタ（現アルマトイ）に移住した。このとき、姉ガリーナにならってバレーボール競技を始める。1963年、地元アルマ・アタのクラブチーム "АДК"(英語：ADC) のコーチにスカウトされ1969年まで同チームに所属。1965年にソ連ユースチームのメンバーとなり1966年には代表メンバーに選出された。1969年からはディナモ・モスクワでプレーした。ソ連選手権 (Чемпионат СССР по волейболу среди женщин) では1970年-1973年、1975年、1977年に優勝、1969年と1977/78年、1978/79年は3位であった。バレーボール欧州チャンピオンズリーグでは1969—1972年、1975年、1977年に優勝。この他ソ連の総合体育大会（スパルタキアード）ではモスクワチームに所属し1971年に優勝、1975年には3位の成績を収めた。
ソ連女子代表チームには1967年から1978年まで在籍し、1968年と1972年の二度金メダルを、1976年には銀メダルを獲得した。1968年のメキシコ・オリンピックでは、ひざを負傷しながら接戦の末日本をくだした試合でファンやメディアを魅了し、海外マスコミからは「ミス・バレーボール」とも呼ばれるようになった。
世界選手権では1970年優勝、1978年は第3位。ワールドカップは1973年に優勝、欧州選手権は1967年、1971年、1975年、1977年の4度優勝した。
1978年に引退した後は指導者となり、1982年からはソ連女子ジュニアチームを指導、1982年から1985年まではディナモ・モスクワのコーチを務めた。1986年以降はモスクワで体育教師となり社会活動も行っている。2012年にはテレビ番組出演のため来日し、当時の全日本主将松村勝美とミュンヘンオリンピック決勝戦を振り返った。
2006年、バレーボール殿堂入りを果たす。これはソ連の女子バレーボール選手としてはインナ・リスカルに次いで二人目であった。また、ソ連名誉勲章 (Орден «Знак Почёта») のほか、勤労勇敢賞 (Медаль «За трудовую доблесть») とモスクワ市制850年記念賞 (Медаль «В память 850-летия Москвы»)を受賞している。

## 関連文献
- Волейбол. Энциклопедия/Сост. В. Л. Свиридов, О. С. Чехов. Томск: Компания «Янсон» — 2001.